# Список австралийских флагов
На этой странице представлен список флагов, использующихся в Австралии:

## Национальный флаг
| Флаг | Дата        | Использование  | Описание |
| ---- | ----------- | -------------- | --- |
|      | 1908        | Флаг Австралии | Синий (английский) кормовой флаг в левом верхнем углу, одна большая звезда — Звезда Содружества — в центре левой нижней четверти и пять звёзд в виде созвездия Южного Креста в правой части полотнища. |
|      | 1903 — 1908 | Флаг Австралии | |
|      | 1901 — 1903 | Флаг Австралии | |

## Штаты и территории
| Флаг | Дата | Использование                           | Описание |
| ---- | ---- | --------------------------------------- | --- |
|      | 1993 | Флаг Австралийской столичной территории | В левой трети флага располагается созвездие Южного креста на синем фоне, остальные две трети занимает герб Канберры на темно-желтом фоне                           |
|      | 1876 | Флаг Нового Южного Уэльса               | Синий (английский) кормовой флаг с эмблемой штата на полотнище |
|      | 1978 | Флаг Северной Территории                | В левой трети флага располагается созвездие Южного креста на чёрном фоне, остальные две трети занимает изображение цветочной эмблемы территории на коричневом фоне |
|      | 1876 | Флаг Квинсленда                         | Синий (английский) кормовой флаг с эмблемой штата на полотнище |
|      | 1904 | Флаг Южной Австралии                    | Синий (английский) кормовой флаг с эмблемой штата на полотнище |
|      | 1875 | Флаг Тасмании                           | Синий (английский) кормовой флаг с эмблемой штата на полотнище |
|      | 1901 | Флаг Виктории                           | Синий (английский) кормовой флаг с эмблемой штата на полотнище |
|      | 1953 | Флаг Западной Австралии                 | Синий (английский) кормовой флаг с эмблемой штата на полотнище |

## Флаги Короля и губернаторов

### Король Австралии
| Флаг | Дата | Использование                              | Описание |
| ---- | ---- | ------------------------------------------ | --- |
|      | 2024 | Личный штандарт короля Австралии Карла III | Основой флага является Герб Австралии. Полотно разделено на шесть частей, в каждой из которых расположена эмблема одного из шести штатов. |

### Генерал-губернатор Австралии
| Флаг | Дата | Использование                      | Описание                                  |
| ---- | ---- | ---------------------------------- | ----------------------------------------- |
|      | 1936 | Флаг Генерал-губернатора Австралии | Лев с короной, изображенный на синем поле |

### Губернаторы
| Флаг | Дата | Использование                             | Описание                                           |
| ---- | ---- | ----------------------------------------- | -------------------------------------------------- |
|      | 1981 | Флаг губернатора штата Новый Южный Уэльс  | Государственный флаг с коронованной эмблемой штата |
|      | 1876 | Флаг губернатора штата Квинсленд          | Флаг Великобритании с эмблемой штата               |
|      | 1975 | Флаг губернатора штата Южная Австралия    | Государственный флаг с коронованной эмблемой штата |
|      | 1977 | Флаг губернатора Тасмании                 | Государственный флаг с коронованной эмблемой штата |
|      | 1984 | Флаг губернатора штата Виктория           | Государственный флаг с жёлтым полем                |
|      | 1988 | Флаг губернатора штата Западная Австралия | Государственный флаг с коронованной эмблемой штата |

## Гражданские флаги
| Флаг | Дата | Использование                         | Описание |
| ---- | ---- | ------------------------------------- | --- |
|      | 1901 | Австралийский красный (торговый) флаг | Британский красный кормовой флаг с звездой Содружества в левой нижней части и созвездием Южного Креста на полотнище |
|      | 1935 | Флаг гражданской авиации Австралии    | За основу взят флаг гражданской авиации Великобритании, добавлено изображение Южного Креста и звезды Содружества    |
|      | 2015 | Австралийская пограничная служба.     | Государственный флаг Австралии с надписью AUSTRALIAN BORDER FORCE (австралийская пограничная служба) на нем         |

## Военные и морские знамёна
| Флаг | Дата | Использование                   | Описание |
| ---- | ---- | ------------------------------- | --- |
|      | 1967 | Знамя ВМФ Австралии             | Основан на белом знамени ВМС Великобритании: национальный флаг с синей звездой Содружества и созвездием Южного Креста на белом фоне |
|      | 1982 | Знамя ВВС Австралии             | Национальный флаг светло-голубого цвета с эмблемой ВВС в правой нижней части полотна                                                |
|      | 1920 | Флаг командования ВМФ Австралии | Якорь на красно-голубом фоне. |

## Внешние территории
| Флаг | Дата                 | Использование           | Описание |
| ---- | -------------------- | ----------------------- | --- |
|      | 1980                 | Флаг Острова Норфолк    | Зеленый фон, на котором изображена Норфолкская сосна в белом прямоугольнике                                              |
|      | 2002                 | Флаг Острова Рождества  | Флаг был выбран в результате конкурса, проведенного в 1986 году. Получил одобрение местного правительства только в 2002. |
|      | 2003 (неофициальный) | Флаг Кокосовых островов | Этот флаг не имеет официального статуса                                                                                  |

## ФлагиАборигенов
| Флаг | Дата | Использование                              | Описание |
| ---- | ---- | ------------------------------------------ | --- |
|      | 1995 | Флаг аборигенов Австралии                  | Две горизонтальные равновеликие полосы чёрного (сверху) и красного (снизу) цветов, с золотым кругом посередине.                                                                                           |
|      | 1995 | Флаг аборигенов островов Торресова пролива | Две зелёные полосы в верхней и нижней части, отделенные тонкими чёрными полосами от синей полосы в центре. Также, в центре флага расположены белая пятиконечная звезда и традиционный головной убор дари. |